# Lelaps bimaculata
Lelaps bimaculata är en stekelart som beskrevs av William Harris Ashmead 1904. Lelaps bimaculata ingår i släktet Lelaps och familjen puppglanssteklar. Inga underarter finns listade i Catalogue of Life.